# Anthurium samamaense
Anthurium samamaense là một loài thực vật có hoa trong họ Ráy (Araceae). Loài này được Croat & Cornejo mô tả khoa học đầu tiên năm 2008.